# سارا هیوز
سارا هیوز (به انگلیسی: Sarah Hughes) (زاده ۲ مه ۱۹۸۵) پاتیناژباز شهیر آمریکایی
وی در بازی‌های المپیک زمستانی ۲۰۰۲ موفق به کسب مدال طلای المپیک برای کاروان آمریکا شد.
سارا هیوز، در مسابقات المپیک، تنها ۱۶ سال داشت و نمایش بی نظیر او، که اولین مقام بین‌المللی را برایش به ارمغان می‌آورد، ورزش‌دوستان و منتقدان را شگفت زده کرد.
هیوز در سال ۲۰۰۲ موقع به دریافت جایزه سولیوان شد

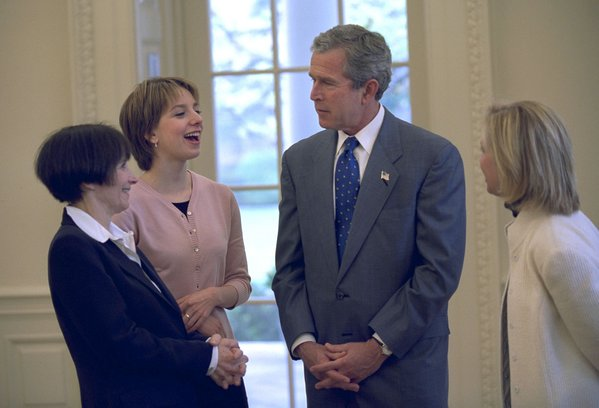